# 布里斯托 (緬因州)
布里斯托（英語：Bristol）是一個位於美國緬因州林肯縣的鎮。

## 人口
根據2020年美國人口普查的數據，布里斯托的面積為202.61平方千米，當中陸地面積為88.03平方千米，而水域面積為114.58平方千米。當地共有人口2834人，而人口密度為每平方千米14人。